# Cappella di Santa Lucia a Stiacciaie
La cappella di Santa Lucia alle Stiacciaie si trova nell'omonima località nei pressi di Montelaterone, in provincia di Grosseto.
La sua costruzione risale alla fine del XIV secolo. Ha una pianta rettangolare; la parte più prossima all'altare è coperta da una volta a botte affrescata, mentre la parte aggiunta successivamente (sulla facciata è indicata la data del 1665) presenta tetto a capanna con capriate. Alcune decorazioni risalgono al primo Quattrocento: tra le varie, vi si trovano una Madonna con bambino e i santi Bartolomeo e un altro apostolo (il bambino ha in mano una rondine, come in altre analoghe rappresentazioni presenti sull'Amiata), una Annunciazione, un Dio benedicente sulla volta, con la particolarità delle tre teste rappresentanti le persone della Trinità, sopravvissuta alle cancellazioni di analoghe rappresentazioni durante la controriforma. Purtroppo, la cappella presenta crepe ed altri segni di deterioramento che potrebbero seriamente compromettere l'integrità degli affreschi e che necessiterebbero di un pronto intervento di restauro.